# 驚聲尖叫
《驚聲尖叫》（英語：Scream）是一部於1996年上映的美國恐怖電影，由衛斯·克萊文執導，凱文·威廉森擔任編劇，主演則有妮芙·坎貝爾、大衛·艾奎特、茱兒·芭莉摩、寇特妮·考克絲、李佛·薛柏和琳達·布萊爾。這部電影成功於90年代復興驚悚血腥電影，和1978年電影《月光光心慌慌》有些相似。這部電影更以演員間的對白，藉機諷刺驚悚血腥電影的逐漸公式化。

《驚聲尖叫》受到1990年8月發生的蓋恩斯維爾開膛手事件所啟發，以及威廉森對於恐怖片的熱情影響，在推出後成為了當年市場的主要商品，也被認為是90年代復興驚悚血腥電影的重要代表之一，同時也成為1996年票房榜中最賣座的電影之一，整部系列也是有史以來「最賣座的恐怖電影」。這部電影大受影評家的讚賞，他們都欣賞電影中的手法。由於這部電影在推出後大受歡迎，
這部電影也衍生出一些嘲諷、模仿的（黑色）喜劇，例如《驚聲尖笑》、《麻辣搞鬼派》等電影，其票房成績也不俗，更開拍多部續集。

## 故事簡介
凱西在一個父母外出的夜晚，突然接到一通騷擾電話所延續下來的故事。電影中會出現大量的血腥死亡情節，而且會和一般驚悚電影的情節一樣，到了電影末段才會表明兇手的真正身份。

## 人物角色
| 演員             | 角色                                          | 備註                                                                                           |
| 妮芙·坎貝爾      | 席妮·皮斯考克 Sidney Prescott                 | 本作主角，就讀於伍茲伯勒高中的一名17歲學生。一位聰明、足智多謀的少女。也是兇手鎖定的頭號目標。 |
| 大衛·艾奎特      | 杜懷特·「杜威」·瑞利 Dwight "Dewey" Riley     | 伍茲伯勒鎮的副警長，也是泰坦的哥哥。在一系列謀殺案發生後開始幫助席妮協助調查。                 |
| 寇特妮·考克絲    | 蓋兒·魏德斯 Gale Weathers                     | 電台節目“Top Story”的記者，是一位追求名望、雄心勃勃、意志堅強的女子。                          |
| 史基特·烏瑞奇    | 比利·魯米斯/鬼面殺手 Billy Loomis / Ghostface | 席妮的男友，伍茲伯勒高中的學生，是一名恐怖電影狂熱者，更是一系列謀殺案背後的幕後兇手。         |
| 馬修·里沃德      | 史都·馬克/鬼面殺手 Stu Macher / Ghostface     | 伍茲伯勒高中的學生，比利最好的朋友兼同謀，也是泰坦的男朋友。                                   |
| 蘿絲·麥高文      | 泰坦·瑞利 Tatum Riley                         | 杜威的妹妹，伍茲伯勒高中最受歡迎的活潑女生，也是席妮最要好的朋友。                             |
| 傑米·甘迺迪      | 藍迪·米克斯 Randy Meeks                       | 伍茲伯勒高中的學生，是一名恐怖電影狂熱者，暗戀席妮。                                           |
| 茱兒·芭莉摩      | 凱西·貝克 Casey Becker                        | 伍茲伯勒高中的學生，席妮的同學，也是全劇中的第一位受害者。                                     |
| 亨利·溫克勒      | 亞瑟·亨布利 Arthur Himbry                     | 伍茲伯勒高中的校長。                                                                           |
| W·厄爾·布朗      | 肯尼 Kenny                                    | 蓋兒的同事，攝影師                                                                             |
| 凱文·派翠克·沃斯 | 史蒂芬·厄斯 Steve Orth                        | 伍茲伯勒高中的學生，一名足球運動員，凱西的男友。                                               |
| 李佛·薛柏        | 卡頓·威瑞 Cotton Weary                        | 席妮母親的外遇對象                                                                             |
| 琳達·布萊爾      | 記者                                          | 記者                                                                                           |

## 經典名句
陌生人的電話：
你喜歡恐怖電影嗎？（Do you like scary movies?）
哪部是你最喜歡的恐怖電影？（What's your favorite scary movie?）
電影宣傳標語：
不要接電話（Don't Answer The Phone.）
千萬別出門（Don't Open The Door.）
別試著逃跑（Don't Try To Escape.）

## 獲獎
| 年度 | 大獎               | 獎項         | 入圍          | 結果 |
| ---- | ------------------ | ------------ | ------------- | ---- |
| 1996 | 國際恐怖電影協會獎 | 最佳電影     | 最佳電影      | 獲獎 |
| 1996 | 土星獎             | 最佳女演員   | 妮芙·坎貝爾   | 獲獎 |
| 1996 | 土星獎             | 最佳導演     | 衛斯·克萊文   | 提名 |
| 1996 | 土星獎             | 最佳恐怖電影 | 最佳恐怖電影  | 獲獎 |
| 1996 | 土星獎             | 最佳男配角   | 史基特·烏瑞奇 | 提名 |
| 1996 | 土星獎             | 最佳女配角   | 茱兒·芭莉摩   | 提名 |
| 1996 | 土星獎             | 最佳編劇     | 凱文·威廉森   | 獲獎 |
| 1997 | MTV電影大獎        | 最佳女演員   | 妮芙·坎貝爾   | 提名 |
| 1997 | MTV電影大獎        | 最佳電影     | 最佳電影      | 獲獎 |
| 1997 | 熱拉梅電影節       | 大獎         | 衛斯·克萊文   | 獲獎 |

## 續作
本片上映後取得重大迴響，電影公司也不斷推出續集《惊声尖叫2》（1997年）、《惊声尖叫3》（2000年）、《驚聲尖叫4》（2011年）、《驚聲尖叫》（2022年）以及《驚聲尖叫6》（2023年）。2015年至2019年間，亦推出無關電影版世界觀的影集版《驚聲尖叫》。劇中殺人魔戴的鬼臉面具更成為了萬聖節的經典商品。

## 外部連結
- 互联网电影数据库（IMDb）上《驚聲尖叫》的资料（英文）
- AllMovie上《驚聲尖叫》的资料（英文）
- Box Office Mojo上《驚聲尖叫》的資料（英文）
- 爛番茄上《驚聲尖叫》的資料（英文）
- Metacritic上《驚聲尖叫》的資料（英文）